# Dieter Fenske
Dieter Fenske (* 29. September 1942 in Dortmund) ist ein deutscher Chemiker.

## Leben
Fenske studierte Chemie an der Westfälischen Wilhelms-Universität in Münster, wurde im Jahre 1973 bei H. J. Becher promoviert und habilitierte sich im Jahre 1978 für das Fach Anorganische Chemie.
Im Jahre 1981 wurde Fenske Universitätsprofessor am Institut für Anorganische Chemie der Universität Karlsruhe und im selben Jahr erhielt er einen Lehrauftrag an der École européenne de chimie, polymères et matériaux in Straßburg. Im Jahre 1986 wechselte er an die Johann-Wolfgang-Goethe-Universität Frankfurt am Main.
Seit 1988 war Fenske wieder Universitätsprofessor für anorganische Chemie an der Universität Karlsruhe und seit dem Jahre 1999 Direktor am Institut für Nanotechnologie des Forschungszentrums Karlsruhe. Ab 1995 war er Senatsmitglied der Deutschen Forschungsgemeinschaft (DFG).
Er befasst sich mit Komplexchemie, unter anderem dem Aufbau von Halbleiter-Nanopartikeln aus Metallchalkogenidkomplexen.
Währenddessen war Fenske zwischen 1992 und 1996 Fachgutachter der DFG sowie von 1994 bis 1998 Prorektor für Forschung der Universität Karlsruhe.

## Auszeichnungen und Mitgliedschaften (Auswahl)
- Gottfried-Wilhelm-Leibniz-Preis der Deutschen Forschungsgemeinschaft (1990)
- Wilhelm-Klemm-Preis der Gesellschaft Deutscher Chemiker (1993)
- Mitglied der Heidelberger Akademie der Wissenschaften (1999)
- Mitglied der Leopoldina (seit 2007)
- Carl-Hermann-Medaille der  Deutschen Gesellschaft für Kristallographie (2020)